# Svante Larsson
Ulf Svante Larsson, född 23 maj 1955, är en svensk före detta fotbollsspelare- och tränare. Han är far till fotbollsspelaren Sebastian Larsson.

## Karriär
Larsson är uppväxt i Sala och började spela fotboll i IF Norden. 1967 flyttade han med sin familj till Eskilstuna och började då spela fotboll i IFK Eskilstuna.
Mellan 1976 och 1977 spelade Larsson 27 matcher och gjorde fem mål för IFK Norrköping i Allsvenskan. Han avslutade sin spelarkarriär 1982 och blev därefter tränare. Larsson har varit tränare i Västerås SK, Södertälje FF, Jäders IF, Södra FF, Eskilstuna City och IFK Eskilstuna.